# Кларк, Джеймс Генри
Джеймс Кларк (англ. James Henry Clark; род. 23 марта 1944, Плейнвью, Техас) — бизнесмен, технолог, миллиардер. Стоимость его бумаг превышает 2,5 млрд долларов. Основал Silicon Graphics, Netscape Communications, myCFO, Healtheon, «Neoteris», «Sciences DNA», Shutterfly.
Является тестем Чада Хёрли, сооснователя YouTube. Женат на Кристи Хинце-Кларк, трое детей.

## Биография
В 1974 году в университете штата Юта он получает степень PhD по компьютерным наукам, затем с 1979 по 1982 год работает доцентом по электротехнике в Стэнфордском университете. Исследования Кларка касались геометрических конвейеров, программного и аппаратного обеспечения, которые ускоряют показ трёхмерных изображений.
В 1982 году Джим Кларк и Эббей Сильверстоун наряду со студентом последних курсов Стэнфорда создали Silicon Graphics. При создании SGI один из основных вкладчиков ограничил долю Кларка 5 % акций, и ему пришлось выходить из бизнеса всего с 16 млн долл. через 13 лет упорнейшего труда.
В 1994 году Кларк вложил треть своих средств (5 млн долл.) в Netscape, и стал владельцем 19 % акций. Основание Netscape и его IPO способствовало интернет-буму, на котором Кларк сумел получить огромную прибыль. Через 18 месяцев Кларк стал первым миллиардером в истории Интернета.
В 1996 году Кларку пришла идея об устранении проблем страхования, связанных с документами в индустрии здравоохранения — система Healtheon, сейчас известная как WebMD. На собственном опыте он убедился в том, что треть расходов пациентов при посещении врачей уходит на бумажную волокиту. (В 1996 году американцы тратили на здравоохранение 1,5 трлн долларов в год.)
В 1998 году компания Healtheon избежала краха только за счёт преданности сотрудников.
В 1999 году доход Healtheon уже составлял около 500 млн долларов.
Позднее объединившись с WebMD он открыл интернет портал Healtheon/WebMD, специализирующийся в области здравоохранения и медицинских услуг.
В 1998 году Кларк как директор и инвестор основывает биотехнологическую компанию «Sciences DNA», которая обанкротилась и была продана объединению «Genaissance Pharmaceuticals» в 2003.
В июне 1999 года выходит книга-биография Кларка под названием «Время Netscape».
В 2000 году Кларк принимает участие в создании научного центра DNA Sciences в Стэнфорде, первой в мире компании, занимающейся генетикой, ориентированной на рядового потребителя, работает с компанией SmartPipes, развивающей интернет-телефонию.
В 2000 году Кларк руководил запуском безопасной сети «Neoteris», которая была приобретена «NetScreen» в 2003 году, а впоследствии Juniper Networks.
В августе 2003 года он перебрался в Майами и занялся торговлей недвижимостью в составе компании Hyperion Development Group.
24 июня 2005 года сообщил об основании фирмы Commandscape Inc. в городке Редвуд, в Калифорнии. Планируется, что компания, базируясь на программном обеспечении, созданном для управления яхтами Кларка (он построил вторую, 295-футовую шхуну) и его домом во Флориде, будет заниматься автоматизацией жилых домов. Создание совершенной, полностью компьютеризированной яхты длиной 155,5 футов было его любимым занятием с 1996 года.
Он владеет также 47,5-метровым шлюпом «Хиперион» — яхта с 59-метровой мачтой из углепластика;
«Athena» — 90-метровая классическая 3-х мачтовая шхуна с алюминиевыми мачтами.
www.shutterfly.com — Последний интернет-проект Кларка. Это ресурс, позволяющий создавать свой фотоальбом в Интернете. Новинка заключалась в рассылке распечаток понравившихся кадров.

## Благотворительность
Пожертвовал миллион долларов «фонду Кларка» организованному его сыном Майклом Кларком.
В 1999 он пожертвовал миллион долларов Музею интерактивной науки и искусства в Сан-Франциско «Эксплораториум».
В 2001 году он был намерен потратить 150 миллионов долларов в качестве пожертвования на новые медико-биологические исследования, однако приостановил выплату в 60 миллионов долларов Стэнфордскому университету, где на деньги Кларка строится биомедицинский центр (Clark Center for Biomedical Engineering and Sciences). Причем первые 90 миллионов долларов уже выделены и освоены.
Это было сделано в знак протеста против решения президента США Джорджа Буша ограничить исследовательские работы на стволовых клетках зародышей.
Осенью 2005 года Кларк, наряду с Давидом Фило из «Yahoo!», пожертвовали по $30 миллионов университету Тулана, кафедре инженерии, чтобы обеспечить получение образования студентами, независимо от их финансового состояния.